# Mount Swadener
Mount Swadener ist einer der Sneddon-Nunatakker im westantarktischen Marie-Byrd-Land. Er ragt 518 m hoch im nördlichen Teil der Alexandra Mountains auf der Edward-VII-Halbinsel auf.
Der United States Geological Survey kartierte ihn anhand eigener Vermessungen und Luftaufnahmen der United States Navy aus den Jahren von 1959 bis 1966. Das Advisory Committee on Antarctic Names benannte ihn 1971 nach Leutnant John Richard Swadener (1928–1996), Navigator einer mit Kufen ausgestatteten R4D, mit der Konteradmiral George J. Dufek (1903–1977) am 31. Oktober 1956 die erste Landung eines Flugzeugs am geographischen Südpol gelang.